# Jiří David (výtvarný pedagog)
Jiří David (23. května 1933, Pardubice – 6. června 2014, Pardubice) byl český estetik a teoretik výtvarné výchovy, člen oborové rady teorie výtvarné výchovy.

## Život
Jiří David vystudoval výtvarnou pedagogiku na Pedagogické fakultě Univerzity Karlovy v Praze, postgraduálně pak estetiku na Filosofické fakultě Univerzity Karlovy. Po ukončení studií působil mezi léty 1955–1962 v Liberci jako organizátor zájmových výtvarně-experimentálních kroužků a jako pedagog na zdejším Pedagogickém institutu. V roce 1965 byl přijat na pozici odborného asistenta Pedagogické fakulty v Ústí nad Labem. Jako vědecký aspirant v oboru výtvarné výchovy absolvoval stáž ve Spojených státech amerických, kde působil na školách všech stupňů, včetně přednáškové činnosti na Columbia University v New Yorku. Jako delegát ČSSR se účastnil 19. světového kongresu INSEA tamtéž.
Po návratu z USA v roce 1969 následovala výpověď z politických důvodů a dvacetileté období persekuce. David v té době vykonával práci čerpače hydrogeologického průzkumu. Období normalizace tak strávil převážně na cestách po pohraničních oblastech republiky. V maringotce Stavební geologie tak vznikla velká část Davidových odborných textů, publikovaných v té době pod jménem jeho manželky Věry Davidové.
Po sametové revoluci následoval Davidův návrat na akademickou půdu. V 90. letech absolvoval habilitační a později profesorské řízení na Univerzitě Karlově v Praze. Na počátku 90. let působil jako učitel na Pedagogické fakultě v Hradci Králové, později se přesunul do Ústí nad Labem, kde na Pedagogické fakultě Univerzity Jana Evangelisty Purkyně vyučoval až do roku 2013 didaktiku výtvarné výchovy. V Ústí nad Labem působil zároveň jako školitel v doktorském studijním programu Teorie výtvarné výchovy.

## Dílo
Davidova odborná práce čítá několik monografií, řadu předmluv, doslovů a přes 70 statí ve sbornících a odborných časopisech. Davidovy texty vyšly v roce 2008 v souborné publikaci Století dítěte a výzva obrazů, kterou vydala Pedagogická fakulta Masarykovy univerzity.
David se dlouhodobě zabýval především filosofií a etickými aspekty výtvarného vzdělávání a jeho odborné statě přispěly mj. k formování obsahové náplně předmětu VV po roce 89. Ve svých úvahách čerpal především z poznatků tvarové psychologie, hlubinné psychologie, ekofilosofie a fenomenologie. Tvůrčí proces ve výtvarné výchově pojímal jako nedílnou součást široce pojaté ontické kreativity a imanentního dějiště hlubinné duševní integrace. Výtvarnou výchovu v tomto ohledu vnímal také jako cestu k zodpovědnému lidství a ekologickému uvažování, zakotveného v neklidné kultuře informačního věku. Kriticky sledoval trendy akcentující převážně komunikační aspekty výtvarného vyjádření stejně jako neuváženou aplikaci nových informačních technologií, kterou vnímal z hlediska perspektivy výtvarné edukace jako dobově poplatnou a efemérní.

## Výběr z publikační činnosti
- Oči dokořán: Dětské kresby. Liberec: Severočeské krajské nakladatelství. 1965.
- Reforma sovětské výtvarné výchovy po deseti letech a Němenského „Moudrost krásy“. Estetická výchova. Praha: Státní pedagogické nakladatelství, 1982/1983, č. 6, roč. 23, s. 163–164. Příspěvek byl uveřejněn pod jménem Věra Davidová.
- Odkaz Bauhausu ve výtvarné výchově. Estetická výchova. Praha: Státní pedagogické nakladatelství, 1982/1983, č. 10, roč. 23, s. 253–254. Příspěvek byl uveřejněn pod jménem Věra Davidová.
- Výtvarná výchova – proces a produkt. Estetická výchova. Praha: Státní pedagogické nakladatelství, 1983/1984, č. 4, roč. 24, s. 97–98. Příspěvek byl uveřejněn pod jménem Věra Davidová.
- Výtvarná výchova mezi utopií a realitou. Estetická výchova. Praha: Státní pedagogické nakladatelství, 1983/1984, č. 5, roč. 24, s. 129–130. Příspěvek byl uveřejněn pod jménem Věra Davidová.
- Poezie a humor v motivaci. Estetická výchova. Praha: Státní pedagogické nakladatelství, 1983/1984, č. 10, roč. 24, s. 314–317. Příspěvek byl uveřejněn pod jménem Věra Davidová.
- Zamyšlení ke stému výročí narození Josefa Vydry. Estetická výchova. Praha: Státní pedagogické nakladatelství, 1984/1985, č. 2, roč. 25, s. 61–62. Příspěvek byl uveřejněn pod jménem Věra Davidová.
- Malé utkání na téma „Umění nebo život“ ve výtvarné výchově. Estetická výchova. Praha: Státní pedagogické nakladatelství, 1983/1984, č. 6, roč. 24, s. 188–190. Příspěvek byl uveřejněn pod jménem Věra Davidová.
- Pedagog ve výtvarné kultuře. Výtvarná kultura. Praha: Svaz českých výtvarných umělců, 1985, č. 1, roč. 9, s. 48–49. Příspěvek byl uveřejněn pod jménem Věra Davidová.
- Cesta komplexní estetické výchovy. Estetická výchova. Praha: Státní pedagogické nakladatelství, 1984/1985, č. 9, roč. 25, s. 258–260. Příspěvek byl uveřejněn pod jménem Věra Davidová.
- Dětská axiologie v polské estetické výchově. Estetická výchova. Praha: Státní pedagogické nakladatelství, 1985/1986, č. 2, roč. 26, s. 34–35. Příspěvek byl uveřejněn pod jménem Věra Davidová.
- Radostný i varovný hlas Alšovy země. Estetická výchova. Praha: Státní pedagogické nakladatelství, 1985/1986, č. 5, roč. 26, s. 155–158. Příspěvek byl uveřejněn pod jménem Věra Davidová.
- Fascinace a iluze: K diskusi o alternativní estetické výchově. Estetická výchova. Praha: Státní pedagogické nakladatelství, 1987/1988, č. 5, roč. 28, s. 129–130. Příspěvek byl uveřejněn pod jménem Věra Davidová.
- Kritika pseudoexperimentu. Estetická výchova. Praha: Státní pedagogické nakladatelství, 1989/1990, č. 4, roč. 30, s. 125–126.
- Krize vztahu teorie a praxe výtvarné výchovy a její příčiny. Estetická výchova. Praha: Státní pedagogické nakladatelství, 1990/1991, č. 4, roč. 31, s. 97–98.
- Výtvarná výchova jako smyslový a duchovní fenomén. Kapitoly z moderní historie a filosofie předmětu. Polička: Fantisk, 1993, 122 s. ISBN 80-901-4385-7.
- Vánoční motivy v českém výtvarném umění. In: FROLEC, Václav. Vánoce v české kultuře. Sborník statí. Vyd. 3. Praha: Vyšehrad, 2001, s.163–277. ISBN 80-702-1511-9.
- Kulturní vývoj a integrita osobnosti. Ergo. Ústí nad Labem: Univerzita Jana Evangelisty Purkyně v Ústí nad Labem, 2001, č. 5, roč. 3, s. 143–157. ISSN 1212-8317.
- Rituál a symbol jako etičtí činitelé výzkumu. In: Babyrádová, Hana. Rituál, umění a výchova. Brno: Masarykova univerzita v Brně, 2002, s.15–19. Spisy Pedagogické fakulty Masarykovy univerzity v Brně, svazek 83. ISBN 80-210-3029-1.
- Diskurs a škola ve věku prázdnoty. Ergo. Ústí nad Labem: Univerzita Jana Evangelisty Purkyně v Ústí nad Labem, 2002, č. 1, roč. 4, s. 25–34. ISSN 1212-8317.
- Vladimír Komárek. Lomnice nad Popelkou: Studio J. B, 2003. ISBN 80-86512-22-3.
- Výtvarná pedagogika a ontotvorná metafora srdce. In: BABYRÁDOVÁ, H., HAVLÍČEK, J. (eds.). Spiritualita. Sborník textů vztahujících se k fenoménu spirituality z pohledu různých vědních oborů. Brno: Masarykova Univerzita, 2006, s. 495–499. ISBN 80-210-4206-0. Ve sborníku je jako autor omylem uveden Evžen Linaj.
- Tvořivé užití teorií v metodách výtvarné výchovy. In: HOSMAN, Z. Didaktický skicář: Výtvarné činnosti ve výtvarné výchově. České Budějovice: Jihočeská univerzita v Českých Budějovicích, 2007, s. 7–10. ISBN 978-80-7394-001-0.
- Století dítěte a výzva obrazů. Brno: Masarykova univerzita, 2008. ISBN 978-80-210-4593-4.